# Ernest Cauvin
Pour les articles homonymes, voir Cauvin.
Ernest Cauvin, né le 24 juillet 1843 à Rouen et mort le 21 décembre 1922 à Canteleu, est un homme politique français.

## Biographie
Fils de Pierre Hospice Florentin Cauvin, marchand de toiles à Rouen, et de Claudine Noémie Yvose. Après ses études secondaires au lycée Charlemagne à Paris, Ernest Cauvin effectua plusieurs voyages d'affaires à l'étranger, en tant que représentant de la Manufacture de bâches et de sacs de Saleux que dirigeait son père à qui il devait succéder. 
Engagé volontaire pendant la Guerre de 1870, il fut capitaine de la garde nationale mobile de la Somme, puis devint aide de camp du général Paulze d'Ivoy puis du général Faidherbe pendant la bataille de Dury et la bataille de Pont-Noyelles. Il fut fait chevalier de la Légion d'honneur en 1871. 

### Une longue carrière politique
Après la guerre, il devint industriel et commença sa carrière politique par l'exercice de mandats locaux :

#### Un élu local républicain
- maire de Saleux,
- conseiller d'arrondissement de Boves (1877),
- puis conseiller général du canton de Boves de 1881 jusqu'à sa mort.

#### Un parlementaire modéré
Il se lança ensuite dans la carrière parlementaire. Après un échec aux élections législatives en 1889 en tant que candidat républicain, il fut élu député de la Somme de 1898 à 1907 et siégea à la Chambre dans le groupe de la Gauche radicale. En 1907, il fut élu sénateur de la Somme et le resta jusqu'à son décès en 1922. Il siégea au Sénat dans le groupe de l'Union républicaine.
Il mourut le 21 décembre 1922 au domicile de son gendre, Le Prévost de la Moissonnière, à Canteleu des suites d'un accident d'automobile survenu le 9 décembre à Gaillefontaine,.
Ses obsèques sont célébrées dans l'église Saint-Martin de Canteleu et il est inhumé au cimetière de Bonsecours.

## Distinctions
- Médaille commémorative de la guerre 1870–1871
- Officier d'académie
- Officier de l'Instruction publique.
- Officier de la Légion d'honneur (décret du 28 décembre 1889) à titre industriel. Il est fait officier le 19 février 1890 par le général Coste. Nommé chevalier le 7 mai 1871 à titre militaire.
- Grand-officier de l'ordre du Nichan Iftikhar

## Hommages posthumes
- Une rue du centre-ville d'Amiens porte son nom.
- Une rue de la commune de Salouël porte son nom.
- Une rue de la commune de Prouzel porte son nom.

### Sources
- « Ernest Cauvin », dans le Dictionnaire des parlementaires français (1889-1940), sous la direction de Jean Jolly, PUF, 1960 [détail de l’édition]
- Renaud Quillet, La Gauche dans la Somme, 1848-1924, Amiens, Encrage Édition, 2009  (ISBN 978-2-911 576-73-7)